# Unione Sportiva Catanzaro 1929 2022-2023
Questa voce raccoglie le informazioni riguardanti l'Unione Sportiva Catanzaro nelle competizioni ufficiali della stagione 2022-2023.

## Stagione
La stagione 2022-2023 è stata per il Catanzaro la 31ª partecipazione nella terza serie del Campionato italiano di calcio. La squadra giallorossa allenata in questa stagione dal confermato Vincenzo Vivarini ha svolto il ritiro precampionato dal 17 al 29 luglio 2022, in località Moccone a Camigliatello Silano. Il debutto stagionale è avvenuto il 31 luglio, nel turno preliminare di Coppa Italia; i giallorossi sono stati sconfitti per (3 -1) sul campo del Modena, venendo eliminati dalla competizione. I giallorossi hanno effettuato, dal 6 al 13 agosto, un secondo ritiro di allenamenti, svolto a Roccaraso. In campionato, dopo aver condotto un campionato senza sconfitte fino a metà febbraio, vince il girone C con cinque giornate d'anticipo, guadagnandosi così il ritorno in Serie B dopo diciassette anni. Con solo sei pareggi e due sconfitte, il Catanzaro chiude una stagione da record, con 96 punti complessivi, superando il record della Ternana di due anni prima (che si era fermata a 90 dopo l'esclusione del Trapani, che tolse automaticamente due giornate al campionato), segnando 102 reti e subendone solo 21, con una differenza reti di +81. Tanti i record assoluti per la categoria realizzati in questa stagione: il già citato record di punti complessivi, il record di punti realizzati nel girone d’andata (51), migliore media punti complessiva (2,52 punti a partita), il record di vittorie complessive (30) e il record di segnature di un calciatore in una sola stagione con Pietro Iemmello (28 reti). La stagione si chiude con la vittoria della Supercoppa Serie C, primo trofeo nazionale per il club giallorosso. Partecipa anche alla Coppa Italia di Serie C: entra in scena nel secondo turno, avendo disputato la Coppa nazionale, superando (3-1) il Potenza, negli ottavi incrocia l'Avellino, finisce 3-3, poi vince ai rigori (4-2), nei quarti il Catanzaro si ferma, sconfitto (2-0) a Foggia.

## Organigramma societario
Organigramma societario tratto dal sito ufficiale.
Area direttiva
- Presidente: Floriano Noto
- Direttore sportivo: Giuseppe Magalini
- Direttore generale: Diego Foresti
- Segretario generale: Nazario Sauro

Collegio Sindacale
- Presidente: Francesco Muraca
- Sindaco: Luciano Pirrò, Caterina Caputo
- Supplenti: Andrea Aceto, Francesco Leone

Area comunicazione e marketing
- Responsabile Marketing: Salvatore Maiore
- Responsabile Comunicazione: Davide Lamanna
- Fotografo ufficiale: Luigi Silipo

Area tecnica
- Allenatore: Vincenzo Vivarini
- Allenatore in seconda: Andrea Milani
- Allenatore Portieri: Fabrizio Zambardi
- Preparatore Atletico: Antonio Del Fosco
- Team Manager: Nino Scimone

Area Medica
- Responsabili Staff Medico: Dott. Francesco de Santis
- Medici Sociali: Dott. Maurizio Caglioti, Dott. Giuseppe Stillo

## Divise e sponsor
Per la stagione 2022/2023 i Main Sponsor del Catanzaro sono Coop Italia e Guglielmo Caffè, il Back Sponsor è Principe srl, mentre lo sponsor tecnico è EYE Sport. Bencivenni Auto SPA è co-sponsor, affiancando gli altri sponsor durante la stagione.
| Casa | Trasferta | Terza divisa |

## Rosa
Tratto dal sito ufficiale della società.
| N. |                   | Ruolo | Calciatore                 |
| -- | ----------------- | ----- | -------------------------- |
| 1  | Italia (bandiera) | P     | Andrea Fulignati           |
| 3  | Italia (bandiera) | D     | Alberto Tentardini         |
| 5  | Italia (bandiera) | D     | Luca Martinelli (capitano) |
| 6  | Ghana (bandiera)  | C     | Nana Welbeck               |
| 7  | Italia (bandiera) | D     | Gabriele Rolando           |
| 8  | Italia (bandiera) | C     | Luca Verna                 |
| 9  | Italia (bandiera) | A     | Pietro Iemmello            |
| 10 | Italia (bandiera) | A     | Francesco Bombagi          |
| 12 | Italia (bandiera) | P     | Alfonso Rizzuto            |
| 13 | Italia (bandiera) | D     | Pasquale Fazio             |
| 14 | Italia (bandiera) | D     | Stefano Scognamillo        |
| 16 | Italia (bandiera) | P     | Andrea Sala                |
| 17 | Italia (bandiera) | D     | Enrico Bearzotti           |
| 18 | Italia (bandiera) | C     | Andrea Ghion               |

| N. |                    | Ruolo | Calciatore        |
| -- | ------------------ | ----- | ----------------- |
| 20 | Italia (bandiera)  | C     | Simone Pontisso   |
| 21 | Italia (bandiera)  | C     | Alessio Curcio    |
| 23 | Italia (bandiera)  | D     | Nicolò Brighenti  |
| 24 | Grecia (bandiera)  | C     | Dimitrios Sounas  |
| 27 | Belgio (bandiera)  | C     | Jari Vandeputte   |
| 28 | Italia (bandiera)  | A     | Tommaso Biasci    |
| 30 | Italia (bandiera)  | A     | Alessandro Viotti |
| 44 | Italia (bandiera)  | D     | Riccardo Gatti    |
| 45 | Italia (bandiera)  | D     | Erasmo Mulé       |
| 77 | Grecia (bandiera)  | C     | Panos Katserīs    |
| 88 | Italia (bandiera)  | C     | Antonio Cinelli   |
| 91 | Italia (bandiera)  | D     | Giorgio Megna     |
| 92 | Croazia (bandiera) | A     | Mario Šitum       |
| 99 | Italia (bandiera)  | A     | Pietro Cianci     |

## Calciomercato

### Sessione estiva (dall'1/7 all'1/9)
| Acquisti | Acquisti           | Acquisti           | Acquisti          |
| R.       | Nome               | da                 | Modalità          |
| -------- | ------------------ | ------------------ | ----------------- |
| P        | Andrea Fulignati   | Perugia            | definitivo        |
| P        | Andrea Sala        | Catania            | definitivo        |
| D        | Nicolò Brighenti   | Frosinone          | definitivo        |
| C        | Simone Pontisso    | Pescara            | definitivo        |
| C        | Jari Vandeputte    | L.R. Vicenza       | definitivo        |
| C        | Alessio Curcio     | Foggia             | definitivo        |
| C        | Panos Katserīs     | Team Nuova Florida | definitivo        |
| A        | Salvatore Cusumano | Casertana          | fine prestito     |
| A        | Tommaso Biasci     | Padova             | riscatto prestito |
| A        | Pietro Iemmello    | Frosinone          | riscatto prestito |
| A        | Mario Šitum        | Reggina            | definitivo        |

| Cessioni | Cessioni                | Cessioni           | Cessioni      |
| R.       | Nome                    | a                  | Modalità      |
| -------- | ----------------------- | ------------------ | ------------- |
| P        | Paolo Branduani         | Crotone            | definitivo    |
| P        | Timothy Nocchi          |                    | svincolato    |
| P        | Andrea Romagnoli        |                    | svincolato    |
| D        | Simone De Santis        | Ancona             | definitivo    |
| D        | Erasmo Mulé             | Juventus           | prestito      |
| C        | Andrea Risolo           | Virtus Francavilla | definitivo    |
| C        | Jari Vandeputte         | L.R. Vicenza       | fine prestito |
| C        | Brian Bayeye            | Torino             | definitivo    |
| C        | Andrea Ghion            | Sassuolo           | prestito      |
| A        | Bjarki Steinn Bjarkason | Venezia            | fine prestito |
| A        | Massimiliano Carlini    | Monterosi Tuscia   | definitivo    |
| A        | Federico Vázquez        | Gubbio             | definitivo    |

## Risultati

### Serie C

#### Girone di andata
| Arbitro: | Pirrotta (Barcellona Pozzo di Gotto) |

|                                               |           |  |
| Biasci 27’ Iemmello 42’ Mulè 51’ Cianci 90+1’ | Marcatori |  |

| Arbitro: | Maggio (Lodi) |

|  |           |                            |
|  | Marcatori | 10’ Sounas 17’, 43’ Biasci |

| Arbitro: | Di Graci (Como) |

|                                                            |           |  |
| Šitum 36’ Iemmello 47’ Sounas 55’ A. Curcio 86’ Cianci 89’ | Marcatori |  |

| Arbitro: | Galipò (Firenze) |

|                        |           |                           |
| Malcore 15’ Coccia 88’ | Marcatori | 11’ Biasci 90+4’ Pontisso |

| Arbitro: | Scatena (Avezzano) |

|                                  |           |  |
| Vandeputte 13’, 62’ Iemmello 76’ | Marcatori |  |

| Arbitro: | Di Marco (Ciampino) |

|  |           |                                                         |
|  | Marcatori | 21’ (aut.) Di Nunzio 34’ Sounas 37’ Biasci 58’ Iemmello |

| Arbitro: | Saia (Palermo) |

|  |           |                                             |
|  | Marcatori | 30’, 74’ Vandeputte 39’ Iemmello 45’ Biasci |

| Arbitro: | Bonacina (Bergamo) |

|                                    |           |                             |
| Sounas 1’ Cianci 62’ A. Curcio 85’ | Marcatori | 33’ Polidori 55’ Monteagudo |

| Arbitro: | Pascarella (Nocera Inferiore) |

|  |           |                |
|  | Marcatori | 41’ Vandeputte |

| Arbitro: | Calzavara (Varese) |

|                                    |           |  |
| Tentardini 40’ Iemmello 55’ (rig.) | Marcatori |  |

| Arbitro: | Nicolini (Brescia) |

|                         |           |                     |
| Gambale 60’ Kanoute 80’ | Marcatori | 4’ Sounas 9’ Biasci |

| Arbitro: | Monaldi (Macerata) |

|                            |           |  |
| Iemmello 45’ A. Curcio 68’ | Marcatori |  |

| Arbitro: | Panettella (Gallarate) |

|  |           |           |
|  | Marcatori | 54’ Fazio |

| Arbitro: | Centi (Terni) |

|                              |           |  |
| Iemmello 22’, 74’ Biasci 58’ | Marcatori |  |

| Arbitro: | Di Marco (Ciampino) |

|  |           |                              |
|  | Marcatori | 5’ Šitum 56’, 80’ Martinelli |

| Arbitro: | Perri (Roma) |

|                                                 |           |  |
| Ghion 45+1’ Iemmello 71’ (rig.) Scognamillo 83’ | Marcatori |  |

| Arbitro: | Bordin (Bassano del Grappa) |

|                                             |           |                |
| Iemmello 17’ Bombagi 32’, 66’ A. Curcio 82’ | Marcatori | 87’ Cardoselli |

| Foggia 12 dicembre 2022, ore 20:30 CET 18ª giornata | Foggia            | 0 – 0 referto | Catanzaro | Stadio Pino Zaccheria (0 spett.)\| Arbitro: \| Giordano (Novara) \| |
| Arbitro:                                            | Giordano (Novara) |               |           |                                                                     |

| Arbitro: | Saia (Palermo) |

|                                                                           |           |              |
| Katseris 1’ Biasci 17’ (rig.), 51’ Sounas 37’ Vandeputte 54’ Iemmello 84’ | Marcatori | 7’ Di Grazia |

#### Girone di ritorno
| Arbitro: | Maggio (Lodi) |

|  |           |            |
|  | Marcatori | 73’ Cianci |

| Arbitro: | Giaccaglia (Jesi) |

|             |           |  |
| Iemmello 5’ | Marcatori |  |

| Arbitro: | Monaldi (Macerata) |

|  |           |            |
|  | Marcatori | 31’ Biasci |

| Arbitro: | Petrella (Viterbo) |

|                                             |           |  |
| Biasci 25’ Vandeputte 42’ Iemmello 51’, 56’ | Marcatori |  |

| Arbitro: | Nicolini (Brescia) |

|           |           |             |
| Baldé 63’ | Marcatori | 45+4’ Verna |

| Arbitro: | Fiero (Pistoia) |

|           |           |  |
| Sounas 6’ | Marcatori |  |

| Arbitro: | Lovison (Padova) |

|                                                     |           |  |
| Scognamillo 28’ Iemmello 64’ (rig.), 70’ Cianci 85’ | Marcatori |  |

| Arbitro: | Pascarella (Nocera Inferiore) |

|            |           |  |
| Riggio 16’ | Marcatori |  |

| Arbitro: | Delrio (Reggio Emilia) |

|                                                              |           |  |
| Iemmello 1’, 80’ Vandeputte 30’, 60’ Biasci 46’ Brignola 84’ | Marcatori |  |

| Arbitro: | Centi (Terni) |

|                   |           |                                           |
| Scaccabarozzi 87’ | Marcatori | 4’, 9’ Iemmello 20’ Biasci 73’ Vandeputte |

| Arbitro: | Galipò (Firenze) |

|                                                    |           |             |
| Biasci 30’ (rig.), 88’ Iemmello 69’ Pontisso 90+3’ | Marcatori | 12’ Marcone |

| Arbitro: | Giordano (Novara) |

|           |           |           |
| Mogoș 55’ | Marcatori | 73’ Verna |

| Arbitro: | Virgilio (Trapani) |

|                                               |           |  |
| Scognamillo 43’ Martinelli 51’ Vandeputte 62’ | Marcatori |  |

| Arbitro: | Collu (Cagliari) |

|  |           |                             |
|  | Marcatori | 18’ Iemmello 90+4’ Brignola |

| Arbitro: | Marotta (Sapri) |

|                                   |           |                  |
| A. Curcio 35’ Cianci 90+1’ (rig.) | Marcatori | 22’, 65’ Lescano |

| Arbitro: | Rinaldi (Bassano del Grappa) |

|  |           |                                               |
|  | Marcatori | 6’ R. Gatti 17’ A. Curcio 75’, 90+2’ Iemmello |

| Arbitro: | Castellone (Napoli) |

|                   |           |                                    |
| Patierno 48’, 59’ | Marcatori | 33’ Cianci 43’, 71’, 90’ A. Curcio |

| Arbitro: | Angelucci (Foligno) |

|                  |           |               |
| Iemmello 1’, 16’ | Marcatori | 28’ Bjarkason |

| Arbitro: | D'Eusanio (Faenza) |

|                               |           |                         |
| Murano 12’, 36’ Del Pinto 59’ | Marcatori | 50’ Iemmello 68’ Sounas |

### Coppa Italia

#### Turni eliminatori
| Arbitro: | Perenzoni (Rovereto) |

|                                     |           |                |
| Silvestri 1’ Diaw 45+1’ Magnino 74’ | Marcatori | 59’ Tentardini |

### Coppa Italia Serie C

#### Turni eliminatori
| Arbitro: | Turrini (Firenze) |

|                                      |           |              |
| Cianci 17’, 68’ A. Curcio 49’ (rig.) | Marcatori | 72’ Del Sole |

#### Fase finale
| Arbitro: | Cherchi (Carbonia) |

|                                      |                      |                                      |
| Iemmello 16’ Biasci 48’, 102’        | Marcatori            | 45’ Kanoute 51’ Murano 116’ Casarini |
| Pontisso Biasci Cianci Welbeck Gatti | Tiri di rigore 4 – 2 | Trotta D. Franco Maisto Tito         |

| Arbitro: | Di Graci (Como) |

|                                  |           |  |
| Ogunseye 75’ (rig.) D'Ursi 90+1’ | Marcatori |  |

### Supercoppa Serie C
| Arbitro: | Sfira (Pordenone) |

|                                 |           |           |
| Tonetto 56’ (aut.) Iemmello 65’ | Marcatori | 54’ Butić |

| Arbitro: | Cherchi (Carbonia) |

|                               |           |                         |
| J. Pellegrini 32’ Rosafio 58’ | Marcatori | 20’ Biasci 29’ Iemmello |

## Statistiche

### Statistiche di squadra
Statistiche aggiornate al 24 aprile 2023
| Competizione         | Punti | In casa | In casa | In casa | In casa | In casa | In casa | In trasferta | In trasferta | In trasferta | In trasferta | In trasferta | In trasferta | Totale | Totale | Totale | Totale | Totale | Totale | DR  |
| Competizione         | Punti | G       | V       | N       | P       | Gf      | Gs      | G            | V            | N            | P            | Gf           | Gs           | G      | V      | N      | P      | Gf     | Gs     | DR  |
| -------------------- | ----- | ------- | ------- | ------- | ------- | ------- | ------- | ------------ | ------------ | ------------ | ------------ | ------------ | ------------ | ------ | ------ | ------ | ------ | ------ | ------ | --- |
| Serie C              | 96    | 19      | 18      | 1       | 0       | 62      | 8       | 19           | 12           | 5            | 2            | 40           | 13           | 38     | 30     | 6      | 2      | 102    | 21     | +81 |
| Coppa Italia         | -     | 0       | 0       | 0       | 0       | 0       | 0       | 1            | 0            | 0            | 1            | 1            | 3            | 1      | 0      | 0      | 1      | 1      | 3      | -2  |
| Coppa Italia Serie C | -     | 2       | 1       | 1       | 0       | 6       | 4       | 1            | 0            | 0            | 1            | 0            | 2            | 3      | 1      | 1      | 1      | 6      | 6      | 0   |
| Supercoppa Serie C   | -     | 1       | 1       | 0       | 0       | 2       | 1       | 1            | 0            | 1            | 0            | 2            | 2            | 2      | 1      | 1      | 0      | 4      | 3      | +1  |
| Totale               | -     | 22      | 20      | 2       | 0       | 70      | 13      | 22           | 12           | 6            | 4            | 43           | 20           | 44     | 32     | 8      | 4      | 113    | 33     | +80 |

### Andamento in campionato
| Giornata  | 1 | 2 | 3 | 4 | 5 | 6 | 7 | 8 | 9 | 10 | 11 | 12 | 13 | 14 | 15 | 16 | 17 | 18 | 19 | 20 | 21 | 22 | 23 | 24 | 25 | 26 | 27 | 28 | 29 | 30 | 31 | 32 | 33 | 34 | 35 | 36 | 37 | 38 |
| --------- | - | - | - | - | - | - | - | - | - | -- | -- | -- | -- | -- | -- | -- | -- | -- | -- | -- | -- | -- | -- | -- | -- | -- | -- | -- | -- | -- | -- | -- | -- | -- | -- | -- | -- | -- |
| Luogo     | C | T | C | T | C | T | T | C | T | C  | T  | C  | T  | C  | T  | C  | C  | T  | C  | T  | C  | T  | C  | T  | C  | C  | T  | C  | T  | C  | T  | C  | T  | C  | T  | T  | C  | T  |
| Risultato | V | V | V | N | V | V | V | V | V | V  | N  | V  | V  | V  | V  | V  | V  | N  | V  | V  | V  | V  | V  | N  | V  | V  | P  | V  | V  | V  | N  | V  | V  | N  | V  | V  | V  | P  |
| Posizione | 2 | 3 | 1 | 2 | 1 | 1 | 1 | 1 | 1 | 1  | 1  | 1  | 1  | 1  | 1  | 1  | 1  | 1  | 1  | 1  | 1  | 1  | 1  | 1  | 1  | 1  | 1  | 1  | 1  | 1  | 1  | 1  | 1  | 1  | 1  | 1  | 1  | 1  |

Legenda:

Luogo: C = Casa; T = Trasferta. Risultato: V = Vittoria; N = Pareggio; P = Sconfitta.

### Statistiche dei giocatori
In corsivo i calciatori ceduti a stagione in corso.
| Giocatore      | Serie C  | Serie C | Serie C     | Serie C    | Coppa Italia | Coppa Italia | Coppa Italia | Coppa Italia | Coppa Italia Serie C | Coppa Italia Serie C | Coppa Italia Serie C | Coppa Italia Serie C | Totale   | Totale | Totale      | Totale     |
| Giocatore      | Presenze | Reti    | Ammonizioni | Espulsioni | Presenze     | Reti         | Ammonizioni  | Espulsioni   | Presenze             | Reti                 | Ammonizioni          | Espulsioni           | Presenze | Reti   | Ammonizioni | Espulsioni |
| -------------- | -------- | ------- | ----------- | ---------- | ------------ | ------------ | ------------ | ------------ | -------------------- | -------------------- | -------------------- | -------------------- | -------- | ------ | ----------- | ---------- |
| E. Bearzotti   | 0        | 0       | 0           | 0          | 1            | 0            | 0            | 0            | 0                    | 0                    | 0                    | 0                    | 1        | 0      | 0           | 0          |
| T. Biasci      | 36       | 16      | 9           | 0          | 1            | 0            | 0            | 0            | 1                    | 2                    | 0                    | 0                    | 38       | 18     | 9           | 0          |
| F. Bombagi     | 20       | 2       | 5           | 0          | 1            | 0            | 0            | 0            | 0                    | 0                    | 0                    | 0                    | 21       | 2      | 5           | 0          |
| N. Brighenti   | 33       | 0       | 12          | 0          | 1            | 0            | 0            | 0            | 1                    | 0                    | 0                    | 0                    | 35       | 0      | 12          | 0          |
| E. Brignola    | 13       | 2       | 2           | 0          | 0            | 0            | 0            | 0            | 0                    | 0                    | 0                    | 0                    | 13       | 2      | 2           | 0          |
| P. Cianci      | 32       | 7       | 9           | 0          | 1            | 0            | 0            | 0            | 3                    | 2                    | 0                    | 0                    | 36       | 9      | 9           | 0          |
| A. Cinelli     | 20       | 0       | 3           | 0          | 1            | 0            | 0            | 0            | 3                    | 0                    | 1                    | 0                    | 24       | 0      | 4           | 0          |
| A. Curcio      | 36       | 9       | 6           | 0          | 0            | 0            | 0            | 0            | 2                    | 1                    | 0                    | 0                    | 38       | 10     | 6           | 0          |
| P. Fazio       | 12       | 1       | 2           | 0          | 0            | 0            | 0            | 0            | 1                    | 0                    | 0                    | 0                    | 13       | 1      | 2           | 0          |
| A. Fulignati   | 35       | -15     | 2           | 0          | 1            | -3           | 0            | 0            | 0                    | 0                    | 0                    | 0                    | 36       | -18    | 2           | 0          |
| R. Gatti       | 7        | 1       | 3           | 0          | 1            | 0            | 1            | 0            | 3                    | 0                    | 0                    | 0                    | 11       | 1      | 4           | 0          |
| A. Ghion       | 33       | 1       | 5           | 1          | 0            | 0            | 0            | 0            | 0                    | 0                    | 0                    | 0                    | 33       | 1      | 5           | 1          |
| P. Iemmello    | 36       | 28      | 8           | 0          | 1            | 0            | 0            | 0            | 1                    | 1                    | 0                    | 0                    | 38       | 29     | 8           | 0          |
| P. Katseris    | 15       | 1       | 1           | 0          | 0            | 0            | 0            | 0            | 3                    | 0                    | 0                    | 0                    | 18       | 1      | 1           | 0          |
| L. Maldonado   | 0        | 0       | 0           | 0          | 0            | 0            | 0            | 0            | 0                    | 0                    | 0                    | 0                    | 0        | 0      | 0           | 0          |
| L. Martinelli  | 32       | 3       | 9           | 0          | 0            | 0            | 0            | 0            | 0                    | 0                    | 0                    | 0                    | 32       | 3      | 9           | 0          |
| G. Megna       | 0        | 0       | 0           | 0          | 0            | 0            | 0            | 0            | 2                    | 0                    | 1                    | 0                    | 2        | 0      | 1           | 0          |
| E. Mulé        | 1        | 1       | 0           | 0          | 0            | 0            | 0            | 0            | 2                    | 0                    | 1                    | 0                    | 3        | 1      | 1           | 0          |
| S. Pontisso    | 32       | 2       | 4           | 0          | 0            | 0            | 0            | 0            | 2                    | 0                    | 2                    | 0                    | 34       | 2      | 6           | 0          |
| G. Rolando     | 7        | 0       | 0           | 0          | 1            | 0            | 0            | 0            | 0                    | 0                    | 0                    | 0                    | 8        | 0      | 0           | 0          |
| A. Sala        | 0        | 0       | 0           | 0          | 0            | 0            | 0            | 0            | 3                    | -6                   | 1                    | 0                    | 3        | -6     | 1           | 0          |
| S. Scognamillo | 33       | 3       | 9           | 0          | 1            | 0            | 0            | 0            | 0                    | 0                    | 0                    | 0                    | 34       | 3      | 9           | 0          |
| M. Šitum       | 25       | 2       | 4           | 0          | 0            | 0            | 0            | 0            | 0                    | 0                    | 0                    | 0                    | 25       | 2      | 4           | 0          |
| D. Sounas      | 32       | 8       | 8           | 0          | 1            | 0            | 0            | 0            | 0                    | 0                    | 0                    | 0                    | 33       | 8      | 8           | 0          |
| A. Tentardini  | 24       | 1       | 2           | 0          | 1            | 1            | 0            | 0            | 0                    | 0                    | 0                    | 0                    | 25       | 2      | 2           | 0          |
| J. Vandeputte  | 34       | 11      | 8           | 0          | 0            | 0            | 0            | 0            | 1                    | 0                    | 0                    | 0                    | 35       | 11     | 8           | 0          |
| L. Verna       | 35       | 2       | 4           | 0          | 1            | 0            | 0            | 0            | 1                    | 0                    | 0                    | 0                    | 37       | 2      | 4           | 0          |
| N. Welbeck     | 12       | 2       | 0           | 0          | 1            | 0            | 0            | 0            | 3                    | 0                    | 0                    | 0                    | 16       | 2      | 0           | 0          |

## Giovanili
Tratto dal sito ufficiale della società.

### Organigramma
Area direttiva
- Responsabile Gestione Aziendale: Frank Mario Santacroce
- Responsabile Tecnico: Carmelo Moro
- Responsabile Scouting: Gianluca Caracciolo
- Responsabile Area Portieri: Francesco Parrotta
- Responsabile Attività di base: Salvatore Ferreri

Primavera 3
- Allenatore: Giulio Spader
- Collaboratore tecnico: Francesco Morello
- Preparatore atletico: Domenico Garcea
- Preparatore dei portieri: Francesco Parrotta
- Dirigente accompagnatore: Maurizio Avellone

Under-17
- Allenatore: Rosario Salerno
- Collaboratore tecnico: Alfredo Guido
- Preparatore dei portieri: Francesco Parrotta
- Preparatore Atletico: Natalino Cavalcante
- Dirigente accompagnatore: Francesco Lamanna

Under-16
- Allenatore: Giuseppe Teti
- Collaboratore tecnico: Simone Mirarchi
- Preparatore dei portieri: Amedeo Amelio
- Preparatore Atletico: Marco De Siena
- Dirigente accompagnatore: Maurizio Bellacoscia

- Under-15
- Allenatore: Massimo Cirillo
- Preparatore atletico: Vincenzo Grisolia
- Preparatore dei portieri: Gianfranco Fristachi
- Dirigente accompagnatore: Angelo Tavano, Domenico Cosco
- Under-15 femminile
- Allenatore: Francesco Budace
- Preparatore atletico: Salvatore Ferrarello
- Dirigente accompagnatore: Franca Canepa, Sara Leone